# Skålevik
Skålevik är en tätort i Kristiansands kommun i Agder fylke i södra Norge. Orten ligger vid änden av fylkesväg 457 på ön Flekkerøya, söder om staden Kristiansand.